# Province de Santiago de Cuba
La province de Santiago de Cuba est la seconde province la plus peuplée de l'île de Cuba. Santiago de Cuba est la capitale et la principale ville de la province avec 426 618 habitants (2007).

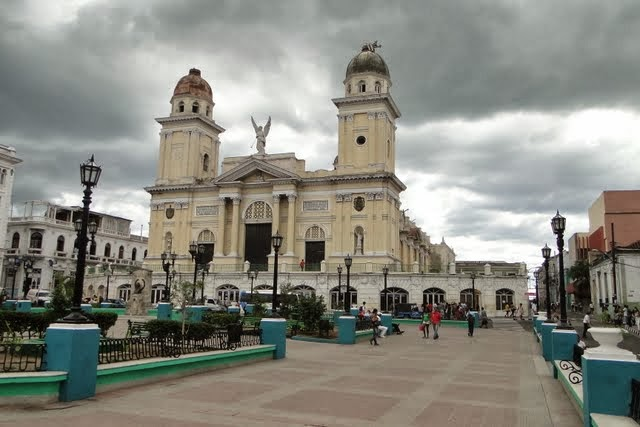
Cathédrale

## Économie
La province est riche en ressources minières comme le fer et le nickel. L'économie, cependant, compte la plupart du temps sur l'agriculture, avec de grandes plantations de bananes, de cacao et de café. L'industrie, principalement le tourisme, se développe autour de la capitale. La beauté naturelle du secteur attire beaucoup de touristes cubains et étrangers. 

## Histoire
La province de Santiago De Cuba a été le lieu de nombreuses batailles, pendant la guerre pour l'indépendance et pendant la révolution cubaine de 1959, où une grande partie de guérilla a eu lieu dans la province montagneuse.
Avant 1976, Cuba était divisé en 6 provinces. L'une d'elles était la province Oriente qui était connue avant 1905 sous l'appellation de Santiago de Cuba.

## Municipalités
1. Contramaestre
2. Guamá
3. Mella
4. Palma Soriano
5. Santiago de Cuba
6. San Luis
7. Segundo Frente
8. Songo-La Maya
9. Tercer Frente